# Flex (лексичний аналізатор)
flex (Fast LEXical analyzer generator) — вільна альтернатива до lex. Часто використовується з вільним генератором синтаксичних аналізаторів Bison . На відміну від Bison, flex не є частиною GNU. Flex був написаний на C Верном Пакссоном близько 1987.
Подібний лексичний сканер для C++ — flex++, включений до пакету flex.

## Використання
Lex (чи Flex) — інструмент для лексичного аналізу, що  може використовуватись для виділення з сирцевого тексту певних рядків наперед заданим способом. Yacc (чи Bison) — інструмент для граматичного розбору; він читає текст і може використовуватись для конвертування послідовності слів у структурований формат для подальшої обробки.
На вході отримує текст у вільному форматі й правила виділення лексем.
На виході дає код аналізатора, в вигляді функції на мові C.
Правила задаються в вигляді регулярних виразів ліворуч і, здебільшого, коду на мові C праворуч.
Правила містять три секції, відокремлені рядком «%%»:

визначення

%%

правила

%%

код користувача
Визначення містять стартові значення й визначення, правила, безпосередньо самі вирази й дії, що відповідають їм, користувацький код просто включається в вивід flex.
Деякі секції можуть бути відсутніми.
Функція аналізатора отримує текст на вході й виконує заданий код для кожної знайденої лексеми.
Наприклад, даний код, для кожного входження username в тексті, виконає код printf(«%s», getlogin()):
```
%%

username

    
printf
(
 
"%s"
,
 
getlogin
()
 
);

```

Дана функція виведе в потік рядок, що повертається функцією getlogin().
Тобто, кожне входження username у вхідному потоці буде замінено значенням, поверненим getlogin(). Наприклад, іменем поточного користувача.
Правила, відповідно до яких підсумкова функція має друкувати на виході тип лексеми (if, змінна, число, унарна чи бінарна операція) та значення для деяких лексем:
```
%%

if
		
printf
 
(
"IF statement
\n
"
);

[
a
-
z
]
+
		
printf
 
(
"tag, value %s
\n
"
,
 
yytext
);

{
D
}
+
		
printf
 
(
"decimal number %s
\n
"
,
 
yytext
);

"++"
		
printf
 
(
"unary op
\n
"
);

"+"
		
printf
 
(
"binary op
\n
"
);

```

Приклад підрахунку кількості рядків і символів у тексті:
```
%
{

   
int
 
num_lines
 
=
 
0
,
 
num_chars
 
=
 
0
;

%
}

%%

\
n

    
++
num_lines
;
 
++
num_chars
;
 

.

    
++
num_chars
;

%%

main
()

{

  
yylex
();

  
printf
(
 
"# of lines = %d, # of chars = %d
\n
"
,
 
num_lines
,
 
num_chars
 
);

}

```

Далі, функцію, створену генератором можливо використовувати з генераторами синтаксичних аналізаторів — зазвичай flex використовується разом з yacc чи bison. Синтаксичний аналізатор викликає функцію yylex(), створену генератором flex для пошуку наступної лексеми.

## Приклад лексичного аналізатора
Одним із базових понять лексичного аналізу є логічний символ (токен). Логічний символ може складатися з одного чи кількох звичайних символів. Прикладом логічних символів, складених з кількох простих символів, можуть бути знаки операцій >=, <=, <>, ++ тощо. Ключові слова комп'ютерної мови також можуть розглядатись як різновид логічних символів. Тут і далі символами будуть називатись лише прості символи, щоб відрізнити їх від логічних символів. 
Приклад сканера (написаного на C) для імперативної мови програмування PL/0.
Розпізнаються наступні логічні символи: '+', '-', '*', '/', '=', '(', ')', ',', ';', '.', ':=', '<', '<=', '<>', '>', '>=';
числа: 0-9 {0-9}; ідентифікатори: a-zA-Z {a-zA-Z0-9} та ключові слова: begin, call, const, do, end, if, odd, procedure, then, var, while.
Використовуються зовнішні змінні:
```
FILE
 
*
source
                             
/* Початковий файл */

int
 
cur_line
,
 
cur_col
,
 
err_line
,
 
err_col
 
/* Дані для інформації про помилку */

int
 
num
                                  
/* Останнє прочитане число, для синтаксичного аналізу */

char
 
id
[]
                                
/* Останній прочитаний ідентифікатор, для синтаксичного аналізу */

Hashtab
 
*
keywords
                        
/* Перелік ключових слів */

```

Зовнішні процедури:
```
error
(
const
 
char
 
msg
[])
                              
/* Повідомити про помилку */

Hashtab
 
*
create_htab
(
int
 
estimate
)
                   
/* Створити пошукову таблицю */

int
 
enter_htab
(
Hashtab
 
*
ht
,
 
char
 
name
[],
 
void
 
*
data
)
 
/* Додати елемент до пошукової таблиці */

Entry
 
*
find_htab
(
Hashtab
 
*
ht
,
 
char
 
*
s
)
               
/* Знайти елемент пошукової таблиці */

void
 
*
get_htab_data
(
Entry
 
*
entry
)
                    
/* Повернути дані з пошукової таблиці */

FILE
 
*
fopen
(
char
 
fn
[],
 
char
 
mode
[])
                  
/* Відкрити файл для читання */

fgetc
(
FILE
 
*
stream
)
                                  
/* Прочитати наступний символ з потоку */

ungetc
(
int
 
ch
,
 
FILE
 
*
stream
)
                         
/* Повернути символ у потік */

isdigit
(
int
 
ch
),
 
isalpha
(
int
 
ch
),
 
isalnum
(
int
 
ch
)
    
/* Класифікація символів */

```

Зовнішні типи:
```
Symbol
  
/* Перелічуваний тип усіх логічних символів мови PL/0 */

Hashtab
 
/* Пошукова таблиця */

Entry
   
/* Елемент пошукової таблиці */

```

Сканування запускається викликом init_scan, з передачею імені початкового файла.  Якщо початковий файл успішно відкрито, синтаксичний аналізатор циклічно викликає getsym, щоб повернути successive символи з вхідного файлу.
Основа сканера, getsym, має бути зрозумілою. По-перше, пропускаються пробіли.  Далі завантажений логічний символ класифікується. Якщо поточний простий символ входить до логічного символу з кількох простих символів, слід виконати додаткові дії.  Числа перетворюються до внутрішнього формату, ідентифікатори перевіряються на наявність збігів з ключовими словами.
```
int
 
read_ch
(
void
)
 
{

  
int
 
ch
 
=
 
fgetc
(
source
);

  
cur_col
++
;

  
if
 
(
ch
 
==
 
'\n'
)
 
{

    
cur_line
++
;

    
cur_col
 
=
 
0
;

  
}

  
return
 
ch
;

}

void
 
put_back
(
int
 
ch
)
 
{

  
ungetc
(
ch
,
 
source
);

  
cur_col
--
;

  
if
 
(
ch
 
==
 
'\n'
)
 
cur_line
--
;

}

Symbol
 
getsym
(
void
)
 
{

  
int
 
ch
;

  
while
 
((
ch
 
=
 
read_ch
())
 
!=
 
EOF
 
&&
 
ch
 
<=
 
' '
)

    
;

  
err_line
 
=
 
cur_line
;

  
err_col
  
=
 
cur_col
;

  
switch
 
(
ch
)
 
{

    
case
 
EOF
:
 
return
 
eof
;

    
case
 
'+'
:
 
return
 
plus
;

    
case
 
'-'
:
 
return
 
minus
;

    
case
 
'*'
:
 
return
 
times
;

    
case
 
'/'
:
 
return
 
slash
;

    
case
 
'='
:
 
return
 
eql
;

    
case
 
'('
:
 
return
 
lparen
;

    
case
 
')'
:
 
return
 
rparen
;

    
case
 
','
:
 
return
 
comma
;

    
case
 
';'
:
 
return
 
semicolon
;

    
case
 
'.'
:
 
return
 
period
;

    
case
 
':'
:

      
ch
 
=
 
read_ch
();

      
return
 
(
ch
 
==
 
'='
)
 
?
 
becomes
 
:
 
nul
;

    
case
 
'<'
:

      
ch
 
=
 
read_ch
();

      
if
 
(
ch
 
==
 
'>'
)
 
return
 
neq
;

      
if
 
(
ch
 
==
 
'='
)
 
return
 
leq
;

      
put_back
(
ch
);

      
return
 
lss
;

    
case
 
'>'
:

      
ch
 
=
 
read_ch
();

      
if
 
(
ch
 
==
 
'='
)
 
return
 
geq
;

      
put_back
(
ch
);

      
return
 
gtr
;

    
default
:

      
if
 
(
isdigit
(
ch
))
 
{

        
num
 
=
 
0
;

        
do
 
{
  
/* no checking for overflow! */

          
num
 
=
 
10
 
*
 
num
 
+
 
ch
 
-
 
'0'
;

          
ch
 
=
 
read_ch
();

        
}
 
while
 
(
 
ch
 
!=
 
EOF
 
&&
 
isdigit
(
ch
));

        
put_back
(
ch
);

        
return
 
number
;

      
}

      
if
 
(
isalpha
(
ch
))
 
{

        
Entry
 
*
entry
;

        
id_len
 
=
 
0
;

        
do
 
{

          
if
 
(
id_len
 
<
 
MAX_ID
)
 
{

            
id
[
id_len
]
 
=
 
(
char
)
ch
;

            
id_len
++
;

          
}

          
ch
 
=
 
read_ch
();

        
}
 
while
 
(
 
ch
 
!=
 
EOF
 
&&
 
isalnum
(
ch
));

        
id
[
id_len
]
 
=
 
'\0'
;

        
put_back
(
ch
);

        
entry
 
=
 
find_htab
(
keywords
,
 
id
);

        
return
 
entry
 
?
 
(
Symbol
)
get_htab_data
(
entry
)
 
:
 
ident
;

      
}

      
error
(
"getsym: invalid character '%c'"
,
 
ch
);

      
return
 
nul
;

  
}

}

int
 
init_scan
(
const
 
char
 
fn
[])
 
{

  
if
 
((
source
 
=
 
fopen
(
fn
,
 
"r"
))
 
==
 
NULL
)
 
return
 
0
;

  
cur_line
 
=
 
1
;

  
cur_col
 
=
 
0
;

  
keywords
 
=
 
create_htab
(
11
);

  
enter_htab
(
keywords
,
 
"begin"
,
 
beginsym
);

  
enter_htab
(
keywords
,
 
"call"
,
 
callsym
);

  
enter_htab
(
keywords
,
 
"const"
,
 
constsym
);

  
enter_htab
(
keywords
,
 
"do"
,
 
dosym
);

  
enter_htab
(
keywords
,
 
"end"
,
 
endsym
);

  
enter_htab
(
keywords
,
 
"if"
,
 
ifsym
);

  
enter_htab
(
keywords
,
 
"odd"
,
 
oddsym
);

  
enter_htab
(
keywords
,
 
"procedure"
,
 
procsym
);

  
enter_htab
(
keywords
,
 
"then"
,
 
thensym
);

  
enter_htab
(
keywords
,
 
"var"
,
 
varsym
);

  
enter_htab
(
keywords
,
 
"while"
,
 
whilesym
);

  
return
 
1
;

}

```

Тепер порівняйте наведений вище код з кодом, щоб згенерувати сканер для тієї ж мови за допомогою flex:
```
%{
#include "y.tab.h"
%}

digit         [0-9]
letter        [a-zA-Z]

%%
"+"                  { return PLUS;       }
"-"                  { return MINUS;      }
"*"                  { return TIMES;      }
"/"                  { return SLASH;      }
"("                  { return LPAREN;     }
")"                  { return RPAREN;     }
";"                  { return SEMICOLON;  }
","                  { return COMMA;      }
"."                  { return PERIOD;     }
":="                 { return BECOMES;    }
"="                  { return EQL;        }
"<>"                 { return NEQ;        }
"<"                  { return LSS;        }
">"                  { return GTR;        }
"<="                 { return LEQ;        }
">="                 { return GEQ;        }
"begin"              { return BEGINSYM;   }
"call"               { return CALLSYM;    }
"const"              { return CONSTSYM;   }
"do"                 { return DOSYM;      }
"end"                { return ENDSYM;     }
"if"                 { return IFSYM;      }
"odd"                { return ODDSYM;     }
"procedure"          { return PROCSYM;    }
"then"               { return THENSYM;    }
"var"                { return VARSYM;     }
"while"              { return WHILESYM;   }
{letter}({letter}|{digit})* {
                       yylval.id = (char *)strdup(yytext);
                       return IDENT;      }
{digit}+             { yylval.num = atoi(yytext);
                       return NUMBER;     }
[ \t\n\r]            /* skip whitespace */
.                    { printf("Unknown character [%c]\n",yytext[0]);
                       return UNKNOWN;    }
%%

int yywrap(void){return 1;}

```

Близько 50 рядків коду для flex проти близько 100 рядків отриманого коду.

## Недоліки

### Часова складність
Лексичний аналізатор Flex інколи має часову складність {\displaystyle O(n)} відносно розміру вхідних даних. Іншими словами, він виконує сталу кількість операцій для кожного вхідного логічного символу. Ця кількість достатньо низька: GCC генерує 12 інструкцій для циклу перевірки детермінованого автомата. Слід зазначити, що ця кількість не залежить від довжини токена, довжини регулярного виразу й розміру детермінованого автомата.
Однак, одна необов'язкова можливість Flex може змусити Flex генерувати сканер з нелінійною продуктивністю: використання макросу REJECT в сканері з можливістю позначати вкрай довгі токени. В цьому випадку, програміст безпосередньо вказав flex повернутись і спробувати ще раз після того, як він уже підібрав вхідні дані. В результаті, детермінований автомат буде змушений повернутись до пошуку інших прийнятних станів. Теоретично, часова складність становить {\displaystyle O(n+m^{2})\geq O(m^{2})}, де {\displaystyle m} — довжина найдовшого токена (це повертає до {\displaystyle O(n)}, якщо токени малі в порівнянні з розміром вхідних даних). Можливість REJECT за замовчуванням не дозволена, і вплив її на продуктивність детально задокументовано в  інструкції користувача Flex.

### Повторне використання
За замовчуванням синтаксичний аналізатор, згенерований за допомогою Flex, не розрахований на повторне використання. Це може викликати серйозні проблеми з програмами, що викликають згенерований сканер з різних тредів. Для обходу цієї проблеми існує додаткова опція, з якою Flex забезпечує можливість паралельного використання. Детальний опис цих опцій можна знайти в інструкції користувача Flex .

## Flex++
Flex++  — інструмент для створення лексичних аналізаторів. Генератор синтаксичних аналізаторів створює програму синтаксичного аналізу мови. Це ж стосувалось програми flex.
Ці програми здійснюють синтаксичний аналіз і токенізацію шляхом використання машини визначеного кінцевого стану. Детермінований (чи недетермінований) автомат — теоретичний автомат, що приймає  регулярні мови.  Ці машини — підмножина колекції машин Тюрінга. Детерміновані автомати еквівалентні до машин Тюрінга, де зі стрічки, що рухається вправо, можливе лише читання чи недетермінованих автоматів.  Синтаксис базується на використанні регулярних виразів.
Flex надає два способи генерування сканерів. Він початково генерує код мовою C код для компіляції на противагу C++ бібліотекам і коду. Flex++, розширення flex, використовується для генерування C++ коду і класів. Класи й код Flex++ потребують компілятора C++ для створення програм лексичної перевірки та звіряння з шаблонами. Flex, альтернативний мовний синтаксичний аналізатор, за замовчуванням генерує a parsing scanner на мові C. Сканери на C++, згенеровані у Flex++, включають файл заголовку FlexLexer.h, який визначає інтерфейси двох згенерованих класів C++.

### Розробники Flex
Vern Paxson, з використанням багатьох ідей Van Jacobson.